# Ormosia lineata
Ormosia lineata är en tvåvingeart som först beskrevs av Johann Wilhelm Meigen 1804.  Ormosia lineata ingår i släktet Ormosia och familjen småharkrankar. Arten är reproducerande i Sverige. Inga underarter finns listade i Catalogue of Life.